# 향약구급방
《향약구급방(鄕藥救急方)》은 고려 고종(高宗) 연간에 대장도감(大藏都監)에서 간행된 현존하는 한국의 의학서적 가운데 가장 오래된 저자 미상의 책이다. 초간본은 전해지지 않고 조선 태종 17년의 중간본(重刊本). <방중향약목초(方中鄕藥目草)> 6장을 본문으로 하고, 부록으로 <방중향약목초부(方中鄕藥目草部)>에 향약 180종에 대한 설명이 있어, 고려 중기의 본초학 및 약용식물 등의 연구에 귀중한 문헌이다.
중국에서 수입하던 '당약'과 달리 우리나라에서 구할 수 있던 약들의 총칭을 향약이라하는데 향약구급방에서는 민간인들이 구할 수 있는 약재를 차자 표기법으로 알기 쉽게 전달했다는 점에서 백성들에게 의학을 공급한 것과 그 당시 국어사를 볼 수 있다는 가치 또한 있다. 이 책은 식전후로 복용하는 약재를 세세히 기술하고 있다. 현재의 '인삼, 애엽, 목단피' 등과 같이 약재 용어와 일치하는 것도 있지만 당시 속명을 이용하여 현재의 용어와 일치하지 않는 것도 있다. 고려 시대의 본초학 내지 약용식물들의 연구를 보여주는 중요한 문헌이다.

## 조선 인본
향약구급방(鄕藥救急方)은 고려 고종 때에 대장도감에서 간행한 우리나라 최고(最古)의 한의서이다. 우리나라에서 구할 수 있는 약재로 급한 병자를 구하여 낼 수 있는 방문(方文)을 적은 것으로, 상ㆍ중ㆍ하권으로 나누어져 있다. 초간본은 전하지 않으며, 조선 태종 17년(1417)에 경상도 의흥에서 최자하(崔自河)가 간행한 것이 남아 있다. 3권 1책의 인본(印本).

## 한국어 번역
- 이경록 옮김, 《국역 향약구급방》, 역사공간, 2018년 9월 6일

## 같이 보기
- 향약집성방
- 본초강목
- 고려의 문화#의학